# Glenn Ferris

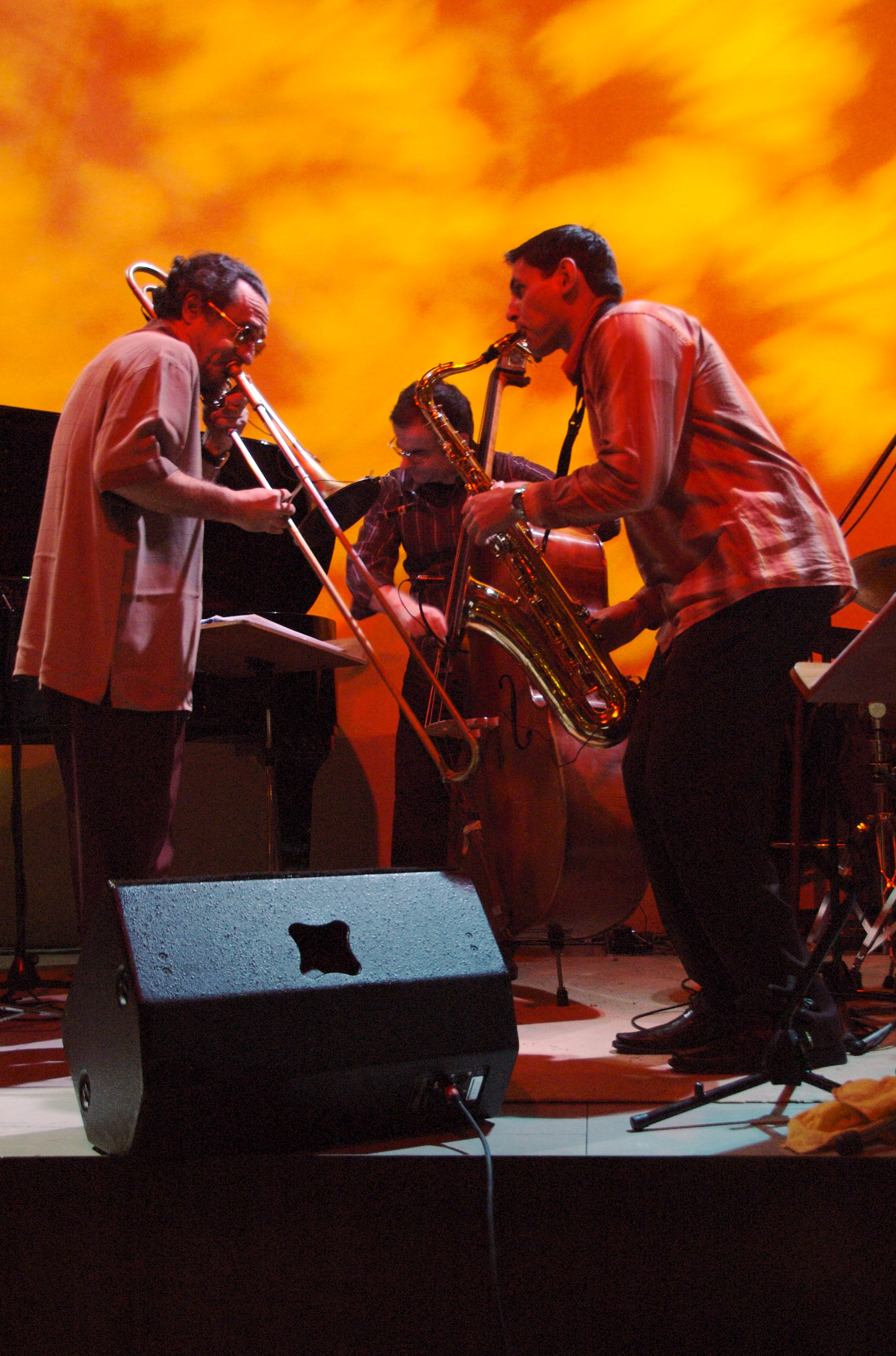
Glenn Ferris

Glenn Arthur Ferris (* 27. Juni 1950 in Los Angeles) ist ein amerikanischer Jazzmusiker (Posaune, Komposition).

## Leben und Wirken
Ferris hatte ab dem 8. Lebensjahr Unterricht auf der Posaune und von 1964 bis 1967 zusätzlich bei Don Ellis Privatstunden in Theorie, Improvisation und Komposition. Zwischen 1968 und 1970 studierte er am Los Angeles Valley College und dann bis 1972 am California Institute of Arts. Er war zwischen 1967 und 1970 Mitglied des Orchestra von Don Ellis (zuletzt als Assistant Leader) und an der Einspielung der wichtigen Alben Goes Underground und Live at Fillmore beteiligt. Anschließend hatte er eine Gruppe mit Jack Walrath, arbeitete aber auch mit George Duke und Buell Neidlinger (1973) sowie als Studiomusiker (unter anderem mit Frank Zappa, den Beach Boys und Harry James). Anschließend spielte er in den Bands von Billy Cobham (etwa beim Montreux Jazz Festival 1974) und bei Alphonse Mouzon (1975 bis 1978), trat aber auch mit John Abercrombie, John Scofield, Randy Brecker, Bobby Bradford, Buddy Miles, John Carter und der Average White Band auf. Er zog Ende der 1970er nach New York City, wo er mit Milcho Leviev, James Newton und Art Pepper arbeitete.
1980 zog er nach Europa, wo er mit eigenen Gruppen auftrat, aber auch mit Tony Scott, Mal Waldron, Steve Lacy und Barry Altschul spielte. Er arbeitete mit Peter Schärli und tourte mit Henri Texier im Azur Quartet und im Ensemble Palatino mit Paolo Fresu und Aldo Romano auch durch Mitteleuropa. Er nahm aber auch mit dem Orchestre National de Jazz, mit Buell Neidlinger oder mit Tim Berne auf. Mitte der 1990er Jahre nahm er mit seinem Trio (Vincent Ségal (Cello) und Bruno Rousselet (Bass)) drei Alben für Enja auf.
Aktuell arbeitet Ferris, nach wie vor in Frankreich ansässig, regelmäßig in eigenen Trio-, Quartett und Quintettbesetzungen (z. T. mit Jean-Michel Cabrol,
Philippe Milanta, Emmanuel Bex oder Simon Goubert), aber auch im Duo mit Paul Breslin.
Aufgrund der technischen Fähigkeiten sah schon 1974 Billy Cobham in ihm den besten US-amerikanischen Posaunisten. Mike Zwerin urteilte 15 Jahre später über ihn als den „komplettesten, inspirierendsten und am wenigsten beachteten Posaunisten unserer Zeit“.

## Diskografie
- A Live in Paris with Collectif Planete Carree (RCA Victor, 1980)
- Flesh and Stone (Enja, 1994)
- Palatino mit Aldo Romano / Michel Benita / Paolo Fresu (Label Bleu, 1995)
- Face Lift (Enja, 1996)
- Refugees (Enja, 1997)
- Palatino: Tempo (Label Bleu, 1998)
- Palatino: Palatino Chap. 3 (EmArcy, 2001)
- Chrominance (Enja, 2001)
- Here and Now mit BFG (Naïve, 2001)
- Air mit Giovanni Mirabassi / Flavio Boltro (Sketch, 2003)
- Skin Me! (Naïve, 2004)
- X Actimo! (Naïve, 2006)
- Ferris Wheel (Enja, 2009)
- Palatino: Back in Town  (Naïve, 2011)
- Bobby Bradford / Mark Dresser / Glenn Ferris: Live in L.A. (Clean Feed, 2011)
- Now or Never mit BFG (Naïve, 2013)
- Glenn Ferris Italian Quintet: Animal Love  (Improvvisatore Involontario 2018; mit Franco Fabbrini, Giulio Stracciati, Mirco Mariottini, Paolo Corsi)
- Peter Schärli Trio feat. Glenn Ferris: Give (yellowbird, 2021)[1]